# Here ai'a
Le Here ai'a est un parti politique de Polynésie française.

## Historique[2]
Le Here ai'a est fondé en 1965  par John Teariki et est issu du Rassemblement des populations tahitiennes[C'est-à-dire ?]. Le 5 octobre 1983 John Teariki décède, Jean Juventin devient alors le président du parti.
Le 17 mars 1991, il participe aux élections territoriales à l'Union polynésienne.
En 2004, il soutient l'Union pour la démocratie, puis en 2018 il soutient le Tahoeraa huiraatira.